# آلباتروس بی۲
آلباتروس بی۲ (به انگلیسی: Albatros_B.II) یک هواگرد از نوع هواگرد شناسایی ساخت شرکت آلباتروس فلوکتسایک‌ورک در آلمان است. هواگرد آلباتروس بی۲ نخستین پروازش را در ۱۹۱۴ میلادی انجام داد.
طراح این هواگرد، رابرت تیلن مهندس آلمانی بود.